# Resident Evil: Operation Raccoon City
Resident Evil: Operation Raccoon City, in Japan als Biohazard: Operation Raccoon City bekannt, ist ein Third-Person-Survival-Horrorspiel, das von Capcom entwickelt und veröffentlicht wurde. Es ist ein Teil der Resident-Evil-Serie, dessen Handlung sich zwischen den Spielen Resident Evil 2 und Resident Evil 3 abspielt, jedoch aufgrund diverser Handlungselemente nicht innerhalb der offiziellen Zeitleiste. Das Spiel erhielt gemischte Kritiken, war aber mit 2,1 Millionen verkaufter Exemplare ein finanzieller Erfolg für Capcom.

## Spielprinzip
Der Spieler hat die Möglichkeit, sich ein Team aus vier Figuren zusammenzustellen, wobei er wiederum nur eine davon selbst steuert. Hierbei hat er die Wahl aus sechs Mitgliedern des Delta Teams (alias Wolfpack), einer Eliteeinheit des Umbrella Security Service:
- Karena LesProux, Codename Lupo, die Anführerin der Einheit
- Vector, richtiger Name nicht bekannt, ein Meister der Tarnung
- Hector Hivers, Codename Beltway, ein Sprengstoffexperte
- Vladimir Bodrowski, Codename Spectre, ein Scharfschütze
- Michaela Schneider, Codename Bertha, eine Sanitäterin
- Christine Yamata, Codename Four Eyes, eine Wissenschaftlerin

Durch das Herunterladen des DLCs Echo Six Expansion Pack kann die Kampagne des Teams Echo Six, einer Eliteeinheit der US-Regierung, gespielt werden. Das Team besteht aus:
- Crispin Jettingham, Codename Dee-Ay, der Anführer der Einheit
- Caroline Floyd, Codename Willow, eine Aufklärerin
- Marissa Ronson, Codename Tweed, eine Sprengstoffexpertin
- Sienna Fowler, Codename Party Girl, eine Scharfschützin
- Erez Morris, Codename Harley, ein Sanitäter
- Lawrence Kimbala, Codename Shona, ein Wissenschaftler

Im kooperativen Raccoon Mode können bis zu vier Spieler je Einheit gegeneinander spielen. Jede der Figuren hat ihre eigenen Fähigkeiten sowie Stärken und Schwächen und kann auch die Werte ihrer jeweiligen Teamkameraden beeinflussen. So kann beispielsweise die Sanitäterin Bertha größere Teile der eigenen sowie der Gesundheit ihrer Mitspieler wiederherstellen oder auch deren Zielgenauigkeit, Schnelligkeit und Nachladegeschwindigkeit erhöhen.
Analog zu vielen anderen Spielen der Serie kämpft der Spieler hauptsächlich gegen Zombies, trifft aber auch auf bekannte Kreaturen wie die Licker oder die Hunter. Zombies können die Spielfigur beißen und letztlich auch mit einem Virus infizieren. Eine infizierte Figur hat ein begrenztes Zeitfenster, um an ein Anti-Virus-Spray zu gelangen und so die Infektion aufzuhalten. Das Zeitfenster lässt sich mithilfe von Erste-Hilfe-Sprays oder Heilkräutern verlängern. Sollte die Infektion vollständig voranschreiten, ist die Figur nicht mehr kontrollierbar und attackiert ihre Teamkollegen. Durch diese muss sie dann getötet werden, um wiederbelebt werden zu können.
Im Online-Multiplayermodus Heroes Mode kann der Spieler Figuren aus anderen Serienteilen wie Leon S. Kennedy, Claire Redfield oder Ada Wong spielen.  Der Xbox-360-exklusive Nemesis Mode ermöglicht es hingegen, als Nemesis, dem Hauptantagonisten von Resident Evil 3, Jagd auf andere Spieler zu machen.

## Handlung

### Delta Team
Das Delta Team trifft im unterirdischen Labor der Umbrella Corporation mit dem Anführer des Alpha Teams, HUNK, zusammen. Beide Einheiten sollen Dr. William Birkin, einen Forscher Umbrellas, dazu bringen, ihnen den T-Virus auszuhändigen. Als sie auf Birkin treffen, will sich dieser nicht kampflos ergeben und injiziert sich selbst den T-Virus. HUNK erschießt Birkin, woraufhin eine Dosis des Virus ins städtische Abwasser gelangt, was zu einer Pandemie in Raccoon City führt und dessen Einwohner in Zombies verwandelt. Das Delta Team erhält nun den Auftrag, sämtliche Spuren auf eine Beteiligung Umbrellas an dem Vorfall zu beseitigen. Weitere Aufgaben der Einheit sind das Aufspüren einer Kreatur namens Nemesis, einer nicht mehr unter Kontrolle Umbrellas stehenden Biowaffe, sowie die Eliminierung aller Beamter der städtischen Polizei. Darüber hinaus gilt es, Leon S. Kennedy, Sherry Birkin und Claire Redfield aufzuspüren. Je nach Wahl des Spielers können zwei Mitglieder des Delta Teams am Ende Leon, Sherry und Claire verschonen und sich gegen die anderen beiden Soldaten wenden. Alternativ tötet das Team die beiden Erwachsenen und nimmt das Mädchen Sherry mit.

### Echo Six
Parallel zu den Aktivitäten des Delta Teams landet auch ein von der US-Regierung beauftragtes Spezialkommando mit Namen Echo Six in Raccoon City. Die Sechs treffen auf die Ex-Polizistin Jill Valentine und gelangen über das Polizeirevier und das Rathaus schließlich bis in Umbrellas Untergrundlabor vor. Während sie auf dem Weg dorthin in der Kanalisation der Stadt gegen Nemesis kämpfen, bekommen sie es im Labor mit dem mittlerweile mutierten Dr. William Birkin zu tun. Die Echo Six eskortieren schließlich Claire Redfield auf ihrer Suche nach Sherry Birkin und töten anschließend deren Vater William. Als Nächstes muss das Team eine Probe des G-Virus beschaffen, findet jedoch heraus, dass Sherry bereits durch ihren Vater mit diesem infiziert wurde. Eine Biowaffe namens Tyrant wurde von Umbrella ausgesandt, um das Mädchen aufzuspüren und zu liquidieren. Nachdem die Echo Six den Tyrant vernichtet haben, können Sherry, Claire und Leon S. Kennedy aus der Stadt ausgeflogen werden. Das Team selbst hat aber noch einen weiteren Auftrag zu erfüllen, der nicht näher erläutert wird.

## Kritiken
Die Special-Interest-Presse vergab hauptsächlich durchschnittliche Noten. Gelobt wurde noch am ehesten der Mehrspielermodus.

„Fazit: »Der Action-Ableger Operation Raccoon City zu Capcoms Kultserie Resident Evil entpuppt sich als spaßbefreite Zombieballerei, die selbst ein Koop-Modus nicht mehr rettet.«“

„Fazit: »Die Operation Raccoon City ist Capcom missglückt! Denn der auserkorene westliche Entwickler Slant Six Games ist mit dem Skalpell abgerutscht und hinterlässt eine offene Wunde, die vor allem Fans der Resident Evil-Reihe schmerzt – aber auch solche, die sich eine Alternative zu Left4Dead erhofft hatten. Will man sich alleine mit Hilfe der KI-Gefährten durch die sieben Missionen in Raccoon City quälen, hilft angesichts der vielen Pannen, Fehler und dämlichen Aktionen der Begleiter in Kombination mit langatmigen Schussgefechten sowie dem schwankenden Schwierigkeitsgrad nur eins: Disk raus und ab aus dem Fenster mit dem Müll!«“

„Fazit: »Spaßbefreite Zombieballerei, die im Mehrspieler-Modus zumindest ein wenig aufdreht.«“

„Fazit: »Diesmal kämpft Ihr für die Bösen: gruseliger Team-Shooter in der berühmten Zombiestadt mit arglistigen Taktiken!«“

„Fazit: »Resident Evil: Operation Raccoon City ist kein Totalausfall, aber dennoch eine handfeste Enttäuschung. Gerade die nichtssagende Geschichte und diverse Schwächen im KI-Verhalten und Cover-System hätten Slant Six Games problemlos vermeiden können. Die Kampagne leidet massiv unter vielen kleinen Fehlern und dem insgesamt zu unhandlichen Gameplay. Diese Probleme werden zwar online dank Mehrspieler-Dynamik kaschiert, aber letztlich bleiben sie bestehen.«“